# Ulrich Grappler von Trappenburg
Ulrich Grappler von Trappenburg (* 1. Mai 1600 in Wien; † 9. Jänner 1658 in Passau) war Dechant in Mistelbach und Weihbischof in Passau.

## Leben
Johann Ulrich Grappler von Trappenburg, Herr auf Achau und Neusiedl, wurde in Wien geboren, wo er auch die humanistischen Studien absolvierte. Zwei Jahre studierte er Rechtswissenschaft und vier Jahre Theologie am Collegium Germanicum in Rom, wurde zum Doktor der Theologie promoviert und am 29. Mai 1627 in Rom zum Priester geweiht. Nach seiner Rückkehr in die Heimat erhielt er die schwierige Aufgabe an der Seite des Grafen Khevenhüller die unruhigen Bauern im Land ob der Enns zu beruhigen. Er predigte erfolgreich in Linz, Wels, dann in Graz, Klagenfurt, Loiben und Talberg und wurde dafür am 10. August 1639 als Pfarrer und Dechant in Mistelbach installiert.
Am 23. April 1646 wurde er unter Fürstbischof Leopold Wilhelm, Erzherzog von Osterreich zum Weihbischof für Ober- und Niederösterreich und Bischof von Lampsakos ernannt oder geweiht.
Am 3. November 1648 weihte er fünf Altäre im Chorherrenstift St. Pölten und am 8. Dezember 1648 die Jesuitenkirche St. Michael in Steyr-Steyrdorf (Michaelerkirche) und im selben Jahr.
Er starb 1658 in Passau und wurde in der Kapelle der Fronleichnamsbruderschaft im Passauer Dom bestattet.